# Prasinocyma idiotica
Prasinocyma idiotica là một loài bướm đêm trong họ Geometridae.